# Временное правительство Кыргызстана
Временное правительство Киргизии (7 апреля 2010 — 14 июля 2010) — орган, который после революции самолично, с использованием силы, взял на себя функции временной исполнительной власти в Киргизии сроком на полгода. Взявшая власть оппозиция назвала временное правительство также «правительством народного доверия». 19 мая 2010 года глава временного правительства Киргизии Роза Отунбаева решением временного правительства наделена полномочиями президента Киргизии переходного периода сроком до 31 декабря 2011 года. Президент переходного периода будет не вправе баллотироваться на должность главы государства на выборах в 2012 году. Как сообщили в пресс службе Временного правительства Республики Киргизия официальное вступление в должность президента Киргизии Р. Отунбаевой состоится 3 июля 2010, 27 июня 2010 года в Киргизии прошёл конституционный референдум, на котором, по результатам ЦИК, большинство из явившихся поддержали новый вариант Конституции, а также завуалированное президентство Розы Отунбаевой и властные полномочия временного правительства.
В июле 2010 года большинство членов первого временного правительства подали в отставку, чтобы участвовать в парламентских выборах. 14 июля было утверждено второе временное правительство, получившее название «переходного технического».

## Состав
- Глава Временного правительства/президент Киргизии переходного периода — Роза Отунбаева[1]
- Заместитель Главы Временного правительства (по финансам, министр финансов) — Темир Сариев[1]
- Первый Заместитель Главы Временного правительства (по экономике). Министр Экономики КР — Алмазбек Атамбаев (в отставке с 13 июля 2010 года)[1][5]
- Заместитель Главы Временного правительства (по конституционной реформе) — Омурбек Текебаев[1]
- Заместитель Главы Временного правительства (по органам прокуратуры и финансовой полиции) — Азимбек Бекназаров[1]
- Министр внутренних дел — Болотбек Шерниязов[6]
- Председатель государственной службы национальной безопасности — Кенешбек Дуйшебаев[7]
- Министр здравоохранения — Дамира Ниязалиева[7]
- Руководитель Аппарата Временного правительства (в статусе министра) — Эмиль Каптагаев[8]

## Остальные члены правительства
- И. о. министра обороны — Исаков, Исмаил Исакович (ушёл в отставку 20 июля 2010 года)[9]
- И. о. министра экономического регулирования — Уметалиев, Эмиль Сатарович
- И. о. министра государственного имущества — Абдылдаев Шералы
- И. о. министра транспорта и коммуникаций — Исаков Эркин
- И. о. министра природных ресурсов — Дуйшенбек Камчыбеков
- И. о. министра культуры — Момбеков Рыскелди
- И. о. министра труда, занятости и миграции — Бадош Мамырова
- И. о. министра энергетики — Артыкбаев Осмонбек
- И. о. министра иностранных дел — Руслан Казакбаев
- И. о. министра юстиции — Аида Салянова
- И. о. министра по чрезвычайным ситуациям — Дуйшенкул Чотонов,
- И. о. министра сельского хозяйства — Кубат Касейинов
- И. о. министра по делам молодёжи — Алисбек Алымкулов

## Остальные органы власти
- И. о. Генерального прокурора — Байтемир Ибраев
- И. о. председателя Национального банка — Данияр Сыдыков
- И. о. председателя Верховного суда — Момбеков Кубанычбек
- Председатель Счётной Палаты — Сабырбек Молдокулов